# Талейран-Перигор, Шарль де
барон Шарль де Талейран-Перигор (фр. Charles de Talleyrand-Périgord; 8 ноября 1821, Париж — 29 февраля 1896) — французский дипломат из рода Талейран-Перигоров, посол Франции в Российской империи (1864—1869).

## Биография
Шарль де Талейран-Перигор родился в Париже 8 ноября 1821 года. Его отцом был представитель младшей ветви рода, барон Александр Даниель де Талейран-Перигор, провинциальный госслужащий, а матерью — Шарлотта, официально — дочь неизвестных родителей, фактически — воспитанница и, вероятно, внебрачная дочь знаменитого Шарля Мориса де Талейрана (который был двоюродным братом барона Александра Даниеля). Таким образом, Шарль де Талейран-Перигор приходился не только родственником наполеоновскому министру по отцу, но и, предположительно, внуком по матери. После июльской революции 1830 года карьера отца Шарля пошла в гору, причём с провинциальной гражданской службы он перешёл на дипломатическую службу, где по-прежнему задавал тон французский посол в Лондоне, пожилой Шарль-Морис Талейран.
Сам Шарль де Талейран получил хорошее образование в годы июльской монархии, и поступил на государственную службу буквально за несколько лет до её падения. В годы Второй Империи Наполеон Третий, который вообще любил окружать себя наследниками знаменитых деятелей эпохи Наполеона I, отправил Шарля сперва дипломатическим представителем в Сардинское королевство, где тот от имени Франции подписал 24 марта 1860 году Туринский договор, по которому Савойя и графство Ницца, являвшиеся спорными территориями много столетий, присоединялись к Франции в благодарность за помощь, оказанную Сардинскому королевству в войне против Австрии (и остаются французскими территориями поныне). За этот дипломатический успех Шарль де Талейран-Перигор в том же году был награждён степенью великого офицера ордена Почетного легиона.
Затем он был отправлен французским послом в Бельгию (в том же 1860 году), затем в Пруссию (в 1863 году), и наконец послом в Россию (1864), сменив в этой должности 2-го герцога Монтебелло, сына маршала Ланна. В России Шарль де Талейран-Перигор оставался вплоть до 1869 года. По возвращении на родину стал сенатором. После падения Второй Империи не занимал значительных постов.
Шарль де Талейран-Перигор был женат на Вере Дмитриевне Бернардаки из богатейшей русско-греческой семьи (во Франции её считали русской). В этом браке родилось две дочери. Со смертью Шарля без мужского потомства пресёкся род баронов Талейран-Перигоров (младшая ветвь), однако род князей Талейран-Перигоров (старшая линия) продолжался до 1968 года.